# Barão
Barão is een gemeente in de Braziliaanse deelstaat Rio Grande do Sul. De gemeente telt 5.444 inwoners (schatting 2009).

## Aangrenzende gemeenten
De gemeente grenst aan Boa Vista do Sul, Bom Princípio, Carlos Barbosa, Poço das Antas, Salvador do Sul, São Pedro da Serra, São Vendelino en Tupandi.

## Verkeer en vervoer
De plaats ligt aan de weg BR-470.